# Rolando Pušnik
Rolando Pušnik (Celje, 13 de dezembro de 1961) é um ex-handebolista profissional esloveno, medalhista olímpico pela Seleção Iugoslava em 1988. 
Rolando Pušnik fez parte do elenco medalha de bronze de Seul 1988. Em Olimpíadas jogou 3 partidas como goleiro. E em 2000 jogou pela Eslovênia atuando em sete partidas.

## Títulos
- Jogos Olímpicos:
  - Bronze: 1988